# تی اتیل پرازین
تی اتیل پرازین (به انگلیسی: Thiethylperazine)
رده درمانی: مشتق فنوتیازین
اشکال دارویی: قرص ، آمپول”تورکان”

## موارد مصرف
تی اتیل پرازین اصولاً جهت درمان انواع سرگیجه ، تهوع و سایکوز بکار میرود. 

## مکانیسم اثر
تی اتیل پرازین از گروه فنوتیازین است.مکانیسم اصلی اغلب این داروها مهار گیرنده های دوپامینی در مغز است. ظاهراً تی اتیل پرازین در مغز پروتئین ناقل ABCC۱ را فعال میسازد.

## عوارض جانبی
عوارضی مانند آثار آنتی کولینرژیک (خشکی دهان، یبوست)؛ دارد.واکنشهای اکستراپیرامیدال، افت فشارخون، کاهش دید، خواب آلودگی ، وزوز گوش ، تب ، سردرد ، ادم محیطی و به ندرت نشانگان نورولپتیک بدخیم نیز ممکن است بروز کنند.